# Björn Strid
Björn Ove Ingemar „Speed” Strid (ur. 10 września 1978) – szwedzki wokalista i muzyk. Björn Strid znany jest przede wszystkim z wieloletnich występów w zespole Soilwork. Współpracuje również z zespołami I Legion, Disarmonia Mundi, Terror 2000 oraz Coldseed.
Björn charakteryzuje się wszechstronnym wokalem, jest zdolny śpiewać zarówno growlem, jak i czystym, harmonijnym głosem.
Björn od młodości interesował się muzyką metalową i ze względu na jej szybkie, agresywne brzmienie w szkole nadano mu pseudonim „Speed”. W 1995 roku rozpoczął karierę w zespole Soilwork (początkowo znanym jako Inferior Breed), którego jest współzałożycielem. Jest autorem większości tekstów do utworów zespołu.

## Dyskografia
- Construcdead – Violadead (2004, gościnnie)[5]
- Destruction – Inventor of Evil (2005, gościnnie)[6]
- Mercenary – The Hours That Remain (2006, gościnnie)[7]
- Nuclear Blast Allstars – Out of the Dark (2007)[8]
- ReVamp – ReVamp (2010, gościnnie)[9]
- Kamelot – Poetry for the Poisoned (2010, gościnnie)[10]
- Scarpoint – Open Your Eyes (2010, gościnnie)[11]
- Shadowside – Inner Monster Out (2011, gościnnie)[12]
- Fall – Fall (2012, gościnnie)[13]
- Sarah Jezebel Deva – Malediction (2012, gościnnie)[14]